# 花山院兼子
花山院 兼子（かさんのいん かねこ、文安5年〈1448年〉 - 永正10年8月17日〈1513年9月16日〉）は、室町時代中期の女官で、後土御門天皇の宮人。贈太政大臣の花山院持忠の娘で、政長の姉に当たる。東御方・花山院上臈局と称した。

## 生涯
文安5年（1448年）花山院持忠の娘として生まれた。足利義政の正室である日野富子に仕えた後、親王時代の後土御門天皇の寵愛を受けて宮中に上った。天皇との間には2皇女（保安寺宮・応善女王）と2皇子（仁尊法親王・法蓮院宮）を儲ける。初め東御方と呼ばれたが、文明11年（1479年）12月に今参の儀を行い、正式に宮中に伺候する上臈となった。天皇が崩御した後の明応9年（1500年）10月13日に出家。間もなく従三位から従二位に叙され、以後二位殿・二位禅尼と称した。 永正10年（1513年）8月17日に享年66で薨去した。